# Sân bay Santiago Pérez
Sân bay Santiago Perez (IATA: AUC, ICAO: SKUC) là một sân bay ở Arauca, tỉnh lỵ tỉnh Arauca của Colombia. Sân bay này có 1 đường băng dài 2100 m bề mặt nhựa đường.

## Các hãng hàng không và các tuyến điểm
Hiện có các hãng hàng không sau đang hoạt động tại sân bay này:
- EasyFly 
  - Bogotá / Sân bay quốc tế El Dorado
- SATENA  Lưu trữ ngày 15 tháng 6 năm 2006 tại Wayback Machine
  - Bogotá / Sân bay quốc tế El Dorado
  - Bucaramanga / Sân bay quốc tế Palonegro
- Searca 
  - Bogotá / Sân bay quốc tế El Dorado